# Włodzimierz Suleja
Włodzimierz Stefan Suleja (ur. 27 listopada 1948 w Kołaczkowicach) – polski historyk specjalizujący się w dziejach polskiej myśli politycznej, profesor nauk humanistycznych, w latach 2000–2013 dyrektor oddziału Instytutu Pamięci Narodowej we Wrocławiu.

## Życiorys
Absolwent liceum w Kłobucku. Studiował historię na Uniwersytecie Wrocławskim u prof. Henryka Zielińskiego, studia ukończył w 1971. Przedtem, jako student, był uczestnikiem wydarzeń marcowych w 1968. Członek PZPR w latach 1971-1981. W latach 1972–1995 pracownik naukowy Instytutu Historycznego Uniwersytetu Wrocławskiego, w 1977 obronił tam pracę doktorską, a w 1992 – habilitował się. W 1989 wchodził w skład wrocławskiego Komitetu Obywatelskiego „Solidarność”, przygotowującego po decyzjach Okrągłego Stołu wybory parlamentarne na 4 czerwca 1989. W 1990 przez kilka miesięcy był redaktorem naczelnym „Dziennika Dolnośląskiego” (obecnie nieistniejącego). W 1995 podjął pracę w Instytucie Historii Wyższej Szkoły Pedagogicznej w Zielonej Górze (obecnie Uniwersytet Zielonogórski). W 1998 uzyskał tytuł profesora, a w 2000 został profesorem zwyczajnym. W uczelni tej pracował do 2005.
W wyborach samorządowych w 1994 bezskutecznie ubiegał się o mandat radnego Wrocławia z listy Unii Pracy.
Później został wykładowcą m.in. przedmiotu „Współczesna scena polityczna” w Dolnośląskiej Szkole Wyższej we Wrocławiu.
Kontynuator zapoczątkowanej przez prof. Henryka Zielińskiego szkoły badawczej dziejów polskiej myśli politycznej XIX i XX wieku. Badacz biografii politycznych oraz historii Wrocławia i ruchów opozycji politycznej po II wojnie światowej (w tym historii „Solidarności”). Autor kilkunastu książek i ponad 200 innych publikacji.
Został przewodniczącym rady programowej Fundacji im. Janusza Kurtyki.
W styczniu 2010 Klub Jagielloński im. Św. Kazimierza przyznał mu wyróżnienie dla historyków zajmujących się dziejami najnowszymi w ostatnim 20-leciu.
W listopadzie 2024 ukazał się, pod jego redakcją naukową i wstępem, pierwszy tom nowej, zamierzonej na kilkanaście tomów, kompletnej edycji Pism zebranych Józefa Piłsudskiego, obejmujący lata 1885-1896 (wyd. Muzeum Józefa Piłsudskiego w Sulejówku, Sulejówek 2024, ISBN 978-83-63872-79-3; konsultanci naukowi: Henryk Głębocki, Grzegorz Nowik).

## Odznaczenia
- Krzyż Komandorski Orderu Odrodzenia Polski za wybitne zasługi w dokumentowaniu i upamiętnianiu prawdy o najnowszej historii Polski (2009)[6]
- Złoty Medal „Zasłużony dla Nauki Polskiej Sapientia et Veritas” (2023)[7]
- Srebrny Medal „Zasłużony Kulturze Gloria Artis”[8][9] (2005)

## Publikacje (wybór)
- „Solidarność” na Dolnym Śląsku (jako Stanisław Stefański; 1986, dwa wydania podziemne: Inicjatywa Wydawnicza Aspekt, Wrocław;  Profil. Ruch Społeczny "Solidarność", Warszawa)
- PPS. Zarys dziejów (1988)
- Orientacja austro-polska w latach I wojny światowej (do aktu 5 listopada 1916 roku) (1992, rozprawa habilitacyjna)
- Józef Piłsudski (1995, 2004) ISBN 83-04-04706-3.
- Kosynierzy i strzelcy (1997) ISBN 83-7023-602-2.
- Wrocław. Dziedzictwo wieków (1997, współautor wraz z Michałem Kaczmarkiem, Mateuszem Golińskim i Teresą Kulak) ISBN 83-7023-589-1.
- Tymczasowa Rada Stanu (1999) ISBN 83-7059-290-2.
- Historia Wrocławia, t. 3, W Polsce Ludowej, PRL i III Rzeczypospolitej (2001) ISBN 83-7023-898-X.
- Dolnośląski Marzec ’68. Anatomia protestu (2006) ISBN 83-60464-00-6.
- Jak coś trzeba, to trzeba. Władysław Sidorowicz (1945-2014) (2014) ISBN 978-83-936337-7-7.
- Dawniej to było. Przewodnik po historii Polski  (2019) ISBN 978-83-8098-609-1.